# Sulfurifustis variabilis
Espèce
L'espèce bactérienne Sulfurifustis variabilis fait partie de la famille Acidiferrobacteraceae de l'ordre de bactéries à Gram négatif Acidiferrobacterales . Ces Pseudomonadota sont capables d'oxyder le soufre et d'avoir une morphologie qui peut évoluer du batonnet à une forme filmenteuse en fonction des conditions de croissance.

## Taxonomie
Le nom correct complet (avec auteur) de ce taxon est Sulfurifustis variabilis Kojima et al. 2015.

### Étymologie
L'étymologie de cette espèce Sulfurifustis variabilis est la suivante : va.ri.a’bi.lis L. masc./fem. adj. variabilis, changeant, se réfère à la capacité de cette bactérie à changer de morphologie en fonction des températures de croissance,.

### Historique
L'espèce Sulfurifustis variabilis a été décrite en même temps que le genre Sulfurifustis dont elle est devenue l'espèce type. L'étude phylogénéique sur la base de ce gène a identifié l'espèce Acidiferrobacter thiooxydans comme étant la plus proche mais seulement 93 % d'homologie. Sulfurifustis variabilis a été immédiatement incluse dans l'ordre Acidiferrobacterales  et la famille Acidiferrobacteraceae créés dans la même publication pour contenir cette espèce, son genre et le genre Acidiferrobacter en 2015. Ce genre est inclus dans la même étude dans la classe des Gammaproteobacteria sur la base des analyses phylogénétiques des séquences d'ARN ribosomal 16S.

## Description
Lors de sa description de 2015, l'espèce Sulfurifustis variabilis  est une espèce de bactéries à Gram négatif chimiolithotrophes capable d'oxyder le thiosulfate, le tétrathionate et le soufre élémentaire.  Sa croissance optimale peut être obtenue entre 42 °C et 45 °C avec un pH optimal de 6,8 à 8,2. Ce sont des bactéries catalase-positives et oxydase négatives de formes batonnets longs de 0,9 µm à 3,0 µm et de diamètre 0,3 µm à 0,5 µm. Sa morphologie évolue en fonction des conditions de culture et le bacille peut prendre une forme filamenteuse dans les conditions les moins optimales à basse température. Le contenu en bases nucléotidiques GC est de 69% environ.